# Grosstjärnarna (Anundsjö socken, Ångermanland, 706956-157544)
Grosstjärnarna är en sjö i Örnsköldsviks kommun i Ångermanland och ingår i Ångermanälvens huvudavrinningsområde. Sjön har en area på 0,0677 kvadratkilometer och ligger 347,3 meter över havet.

## Delavrinningsområde
Grosstjärnarna ingår i det delavrinningsområde (707374-156326) som SMHI kallar för Mynnar i Degerforsens Dämn.Omr. Medelhöjden är 323 meter över havet och ytan är 74,54 kvadratkilometer. Det finns inga avrinningsområden uppströms utan avrinningsområdet är högsta punkten. Tärnickån som avvattnar avrinningsområdet har biflödesordning 2, vilket innebär att vattnet flödar genom totalt 2 vattendrag innan det når havet efter 137 kilometer. Avrinningsområdet består mestadels av skog (61 procent) och sankmarker (29 procent). Avrinningsområdet har 1,84 kvadratkilometer vattenytor vilket ger det en sjöprocent på 2,5 procent.